# Bolma kermadecensis
Bolma kermadecensis är en snäckart som beskrevs av Alan G. Beu och Winston F. Ponder 1979. Bolma kermadecensis ingår i släktet Bolma och familjen turbinsnäckor. Inga underarter finns listade i Catalogue of Life.